# Unterzahltor
Ein Unterzahltor (auch englisch Shorthander, Short-Hander oder Short-Handed-Goal) bezeichnet beim Eishockey (oder auch beim Unihockey) ein Tor, das in eigener numerischer Unterzahl während einer Zeitstrafe erzielt wird. Solche Tore werden meist durch Konter erzielt. Das Gegenteil eines Shorthanders ist das Überzahl- oder Powerplay-Tor. Die Spieler, die in Unterzahl aufgeboten werden, werden auch mit dem englischen Begriff Penalty Killer bezeichnet, da sie die sich dem Gegner aus einer Strafe (engl. Penalty) bietende Chance zunichtemachen sollen.